# Prima industrializzazione di Verona

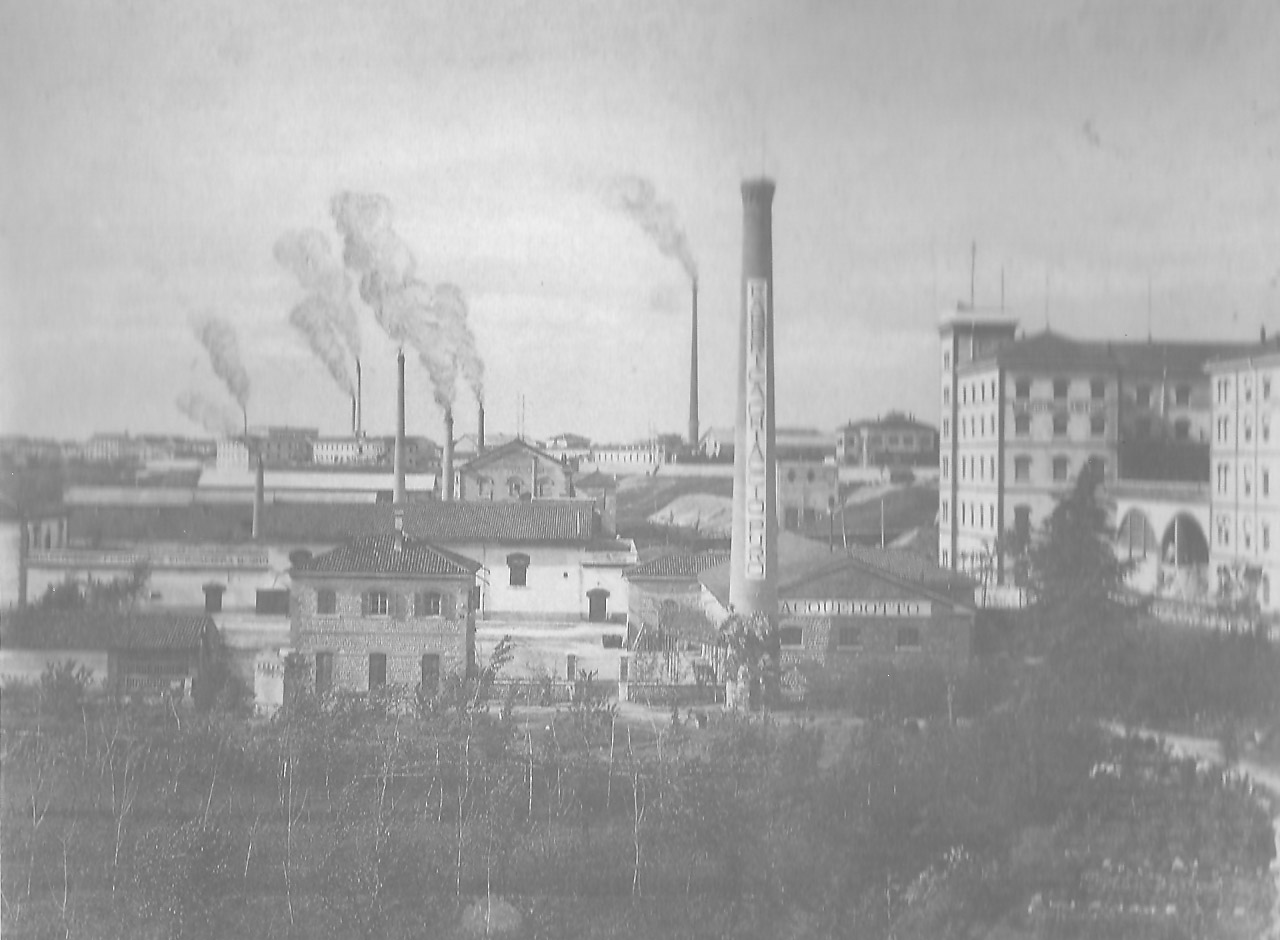
Industrie a Verona all'inizio del XX secolo

La prima industrializzazione di Verona è un periodo della storia economica veronese che va dalla seconda metà del XIX secolo ai primi anni del XX secolo che ha visto il tentativo, da parte della città, di mettersi al passo con la prorompente rivoluzione industriale che andava ad affermarsi nel resto d'Europa.

## L'economia veronese nell'Ottocento
Nel 1866, con l'annessione del Veneto al Regno d'Italia, finì la dominazione austriaca sulla città. Sotto l'impero asburgico Verona fu considerata, in virtù della sua posizione strategica, il caposaldo del sistema difensivo conosciuto come il "Quadrilatero" e perciò venne dotata di un imponente sistema di fortificazioni distaccate. Inoltre ai cittadini furono ridotte le libertà personali a causa delle oppressive servitù militari che colpivano un'ampia zona al di fuori della cinta magistrale, a causa della quale Verona non poté svilupparsi urbanisticamente al di fuori delle mura e si ritrovò, una volta libera dagli austriaci, a essere molto arretrata sul piano economico e industriale.

Militari austriaci di guardia al forte Santa Lucia in una fotografia del 1866

Le servitù militari all'esterno delle mura prevedevano: divieti per i civili di avvicinarsi alle struttura militari e transitare su particolari strade; severe regolamentazioni sull'ubicazioni delle costruzioni civili, che dovevano essere di carattere provvisorio in quanto i proprietari avevano l'obbligo smantellarle in meno di 48 ore, per non oscurare il tiro dell'artiglieria; restrizioni alle attività agricole, in particolare vigeva il divieto di piantare alberi ad alto fusto nella cosiddetta Spianata, una zona dedicata alle esercitazione e alla manovra e tiro dell'artiglieria, dove era eventualmente consentita la messa a dimora di viti dell'altezza massima di 120 cm.
L'economia della provincia era, nell'Ottocento, ancora basata sull'agricoltura e le poche industrie presenti erano per lo più dedicate alla lavorazione di prodotti agricoli, come la seta, anche se sotto la dominazione austriaca aumentò considerevolmente l'attività nel settore delle costruzioni, grazie ai grandi cantieri relativi alla bonifica delle Valli Grandi Veronesi, la realizzazione delle strade ferrate per Milano, per Venezia e per Mantova, e per l'edificazione di un considerevole numero di opere militari.

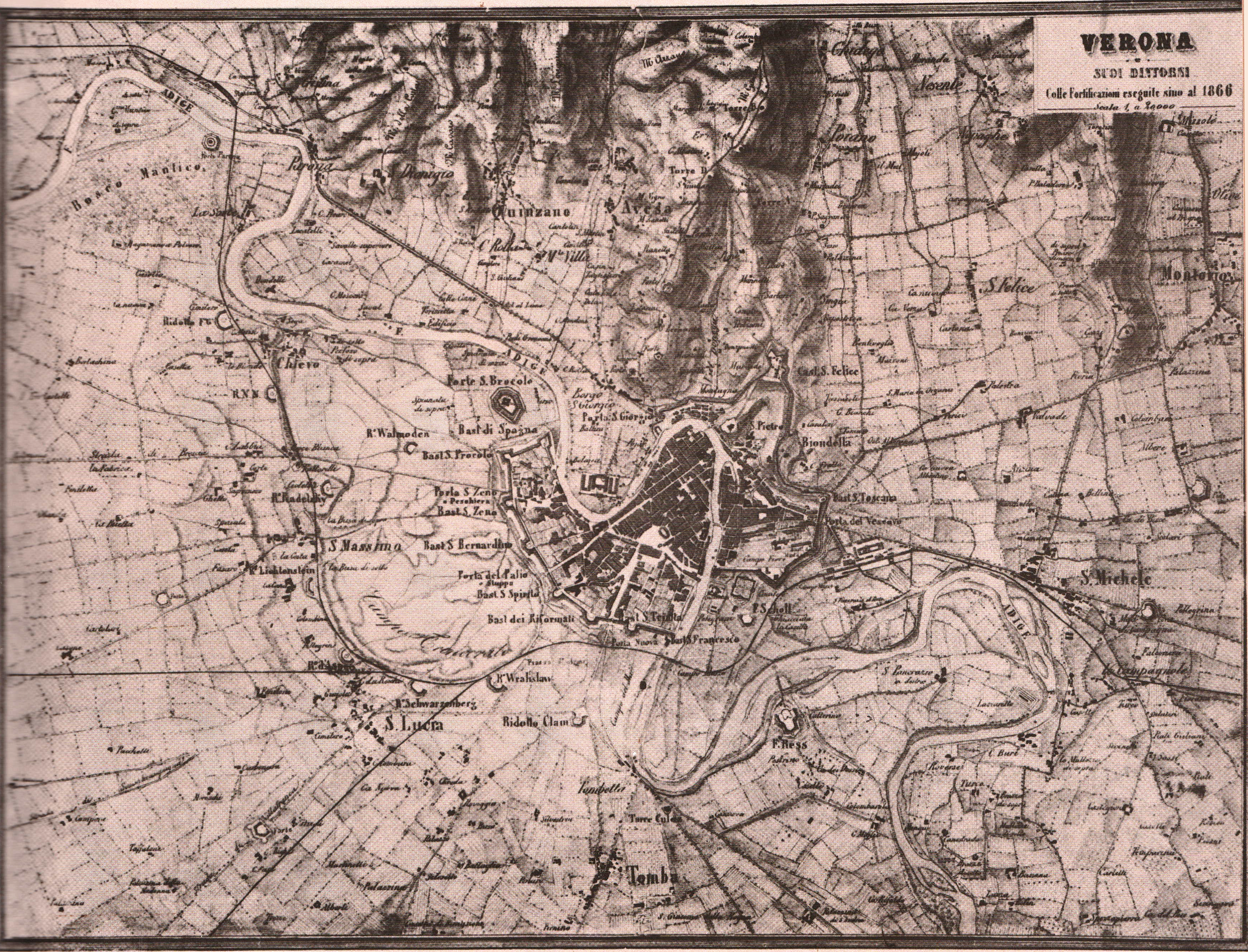
Verona e i dintorni nel 1866, con le strade ferrate e le opere militari distaccate realizzate durante il dominio austriaco

A partire dal 1848, in concomitanza della prima guerra d'indipendenza italiana, cominciarono inoltre ad aumentare la pressione fiscale: nel 1849 venne aggiunta un'imposta per il mantenimento delle truppe di stanza nel Regno Lombardo-Veneto; nel 1851 divenne vigente il nuovo catasto dei terreni, che prevedeva tariffe aumentate rispetto al precedente; nel 1852 le imposte sugli immobili furono aumentate del 33%; nel 1854 venne istituito il "fondo territoriale", aumentato nel 1859 e nel 1862, i cui introiti erano destinati a spese militari. Nell'arco di poco più di dieci anni, quindi, la pressione del fisco venne raddoppiata.
Verona, che durante la dominazione veneziana era un potente centro produttivo, si trasformò così nel XIX secolo in una piazzaforte militare in cui l'economia gravitava intorno al mantenimento dell'imponente guarnigione di stanza in città e alla costruzione dell'imponente sistema difensivo. Venendo meno la presenza austriaca l'economia, già stagnante, si trovò a subire un grosso colpo.
L'attività industriale che, in quell'epoca, impiegava più personale era l'officina delle ferrovie di Verona Porta Vescovo che arrivava a dare lavoro a circa 300 operai. Altro sporadico esempio era rappresentato dal cotonificio Turati di Montorio che disponeva di una forza idraulica di circa 127 CV e una manodopera che superava i 200 operai. Ma a parte questi esempi i 4/5 della popolazione vivevano direttamente o indirettamente di agricoltura.

## Prime iniziative per l'industrializzazione

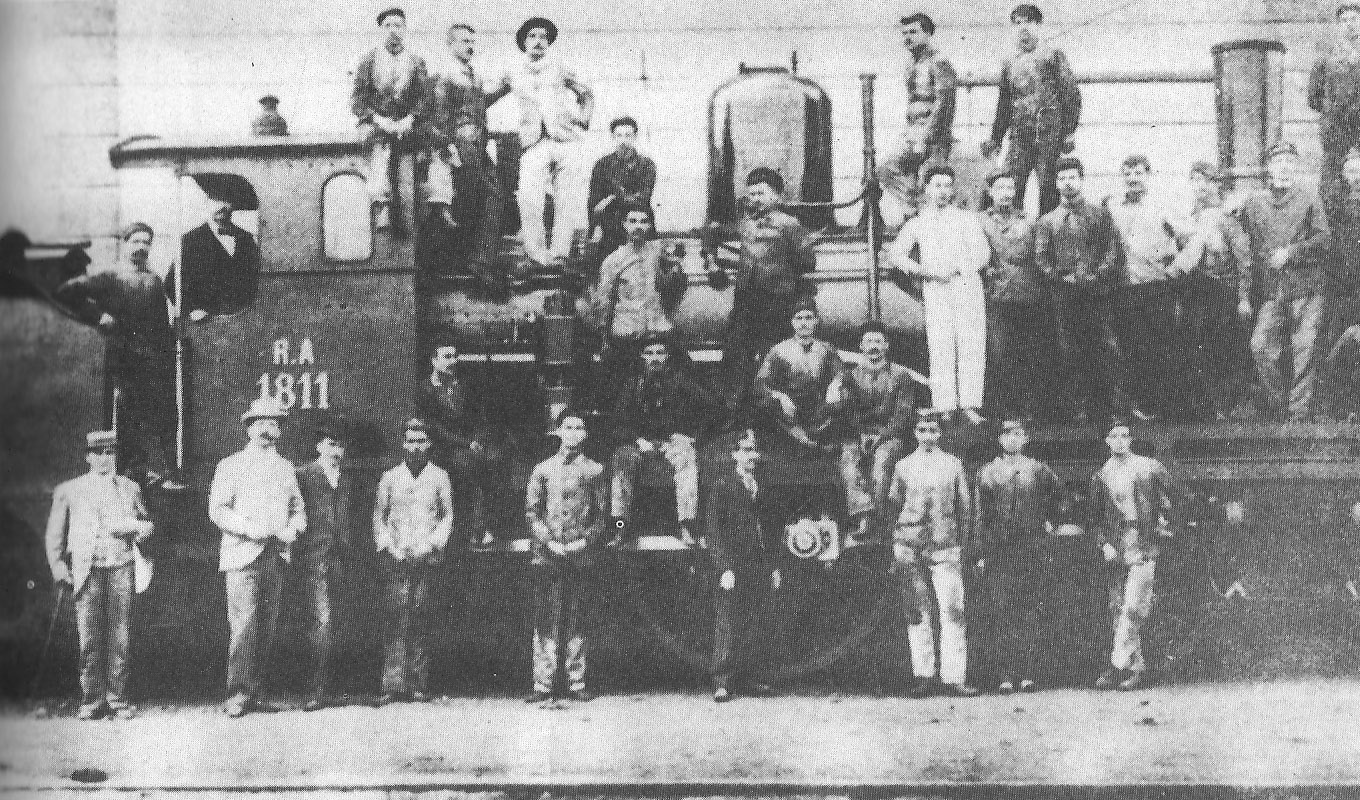
Le officine ferroviarie veronesi. Fino al 1866 erano il più grande esempio di industria nell'area veronese e che dava lavoro a circa 300 operai

Dopo l'annessione al regno d'Italia, Verona ebbe brevemente come sindaco Alessandro Carlotti a cui subentrò nel 1867 l'avvocato Giulio Camuzzoni che guidò la città fino al 1883. Camuzzoni si rese conto immediatamente di quanto Verona fosse rimasta indietro sul piano economico e dedicò gran parte delle sue scelte amministrative a cercare di recuperare questo ritardo.
All'epoca gli unici opifici cittadini, perlopiù piccole concerie e falegnamerie, erano concentrate nella zona dell'Isolo dove potevano sfruttare la forza motrice delle acque dell'Adige. Ma vista la loro dimensione e la loro arretratezza tecnologica non si poteva certamente parlare di vere e proprie industrie.
L'inadeguatezza della classe dirigente veronese, priva di esperienze imprenditoriali, suggerì di cercare investitori da fuori provincia. Un imprenditore trentino, Giuseppe Masotti, aprì una fabbrica di candele nel 1866, mentre alcuni soci lombardi crearono, nel 1872 una grande vetreria a San Giovanni Lupatoto che occupò fino a 800 operai. Dei torinesi fondarono un'azienda a San Pietro di Morubio nel 1876.
Nella città di Verona vennero fondate invece delle fabbriche metallurgiche, officine, macchine e una azienda per la lavorazione del legno. Queste iniziative andavano ad aggiungersi alle numerose concerie già presenti in città e che crebbero di numero (da 10 a 15) a seguito dell'unificazione. Fondamentale per gli opifici cittadini la presenza del fiume Adige, che permetteva di avere forza motrice, seppur limitata, e consentiva l'arrivo di legname dal trentino.

### Limite della forza motrice

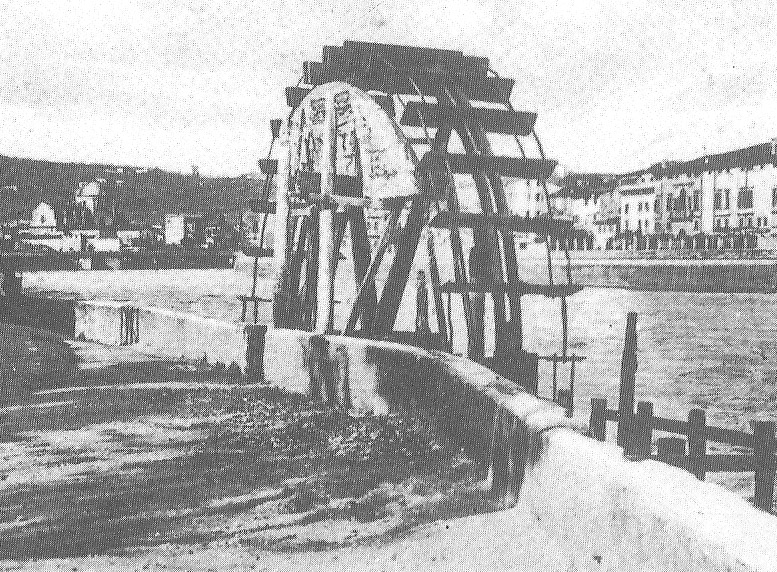
Un mulino sull'Adige nel 1866, l'unica attività industriale dell'epoca a Verona

Il limite per la crescita industriale di Verona era principalmente concentrato nella difficoltà di poter disporre di una adeguata forza motrice in quanto l'Adige non era in grado di fornirne a sufficienza per un vero salto di qualità. La rivoluzione industriale che partì dall'Inghilterra alla fine del XVIII secolo, era basata sull'utilizzo della macchina a vapore che forniva energia grazie alla combustione del carbone. Verona, come altre città italiane, era povera di combustibili fossili e dunque l'unica possibilità di disporre di energia per azionare le macchine era l'energia idrica che vincolava la costruzione delle fabbriche in prossimità di adeguati corsi d'acqua.
Per ovviare a questo problema, la giunta comunale veronese con a capo Camuzzoni, promosse la costruzione di un canale artificiale per portare un flusso d'acqua verso le zone dove si intendeva edificare nuove industrie.

### Costruzione del canale industriale

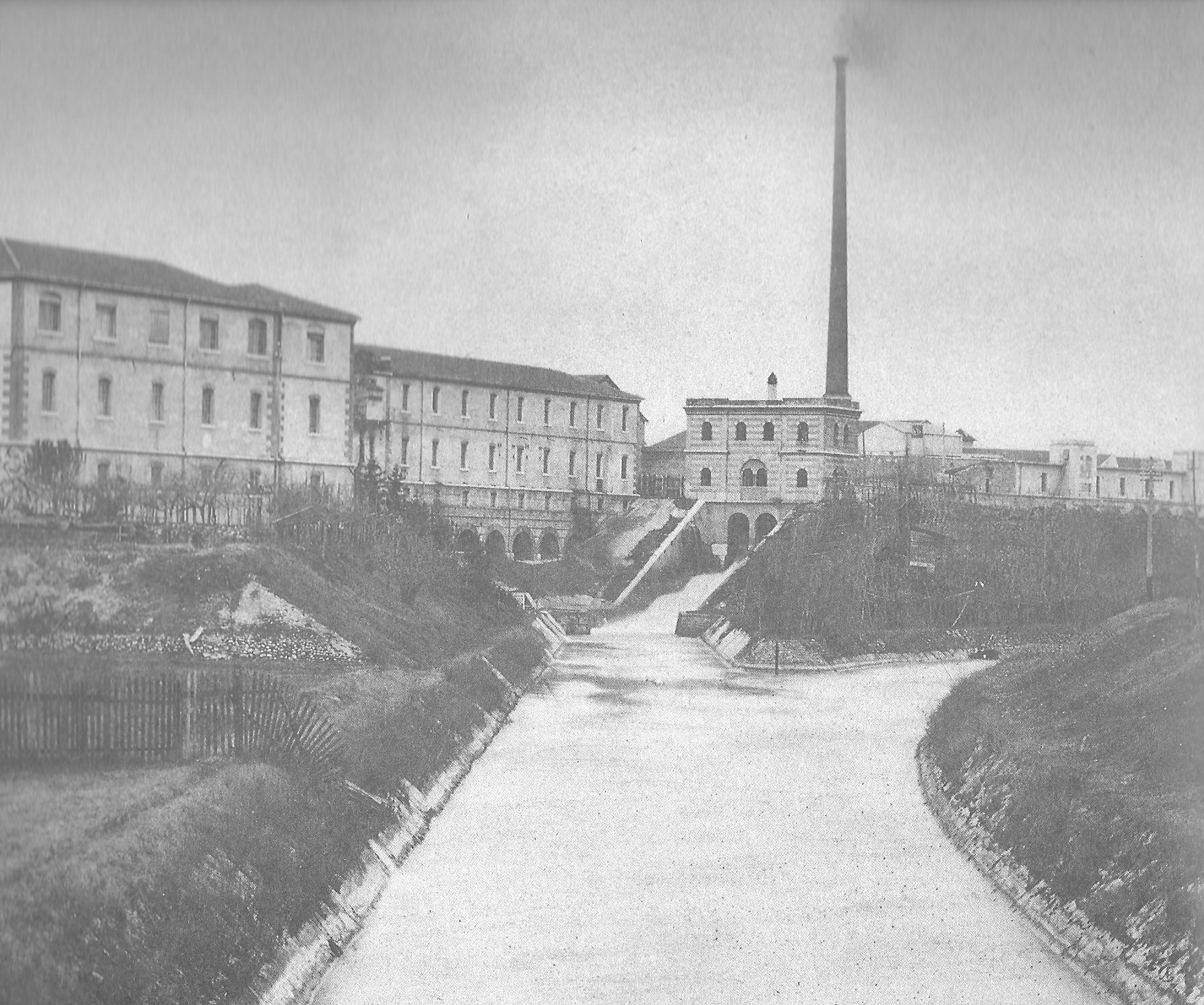
Le cartiere di Verona e il canale Camuzzoni nei primi del Novecento

Sotto l'impulso del sindaco Giulio Camuzzoni, si decise di costruire un canale industriale che prendesse l'acqua all'altezza del Chievo per portare il flusso verso la zona del Basso Acquar dove si necessitava di avere forza motrice per alimentare le macchine della nascente zona industriale.
Il progetto del canale fu iniziato nel 1870, ma fu effettivamente terminato solo nel 1885, con un costo complessivo di circa 3000000 L., e fu in grado di produrre 3200 CV di potenza. Per il suo effettivo utilizzo però bisognò aspettare il 1887. I lavori subirono dei numerosi ritardi anche a causa della terribile inondazione di Verona del 1882 che costrinsero le autorità a concentrare gli sforzi sulla costruzione dei muraglioni sull'Adige e di un acquedotto cittadino.
Al termine della costruzione del canale la città di Verona si trovò a fronteggiare una grave crisi economica che stava colpendo tutta l'Italia che costrinse ad un suo sottoutilizzo. Questa crisi economica portò anche ad una imponente emigrazione di molti veronesi che, rimasti senza lavoro, si spostarono all'esterno alla ricerca di fortuna.
Nei primi anni del XX secolo l'economia veronese iniziò un periodo di prosperità che finalmente vide l'utilizzo pieno del canale. È dunque innegabile che il canale fu l'infrastruttura che permise il passaggio tra due epoche della storia industriale di Verona. Questo anche grazie a due aspetti fondamentali: l'affidamento del canale ad un consorzio e l'avvento dell'energia elettrica che venne prodotta grazie alla forza motrice del canale.

## Industria veronese all'inizio del Novecento

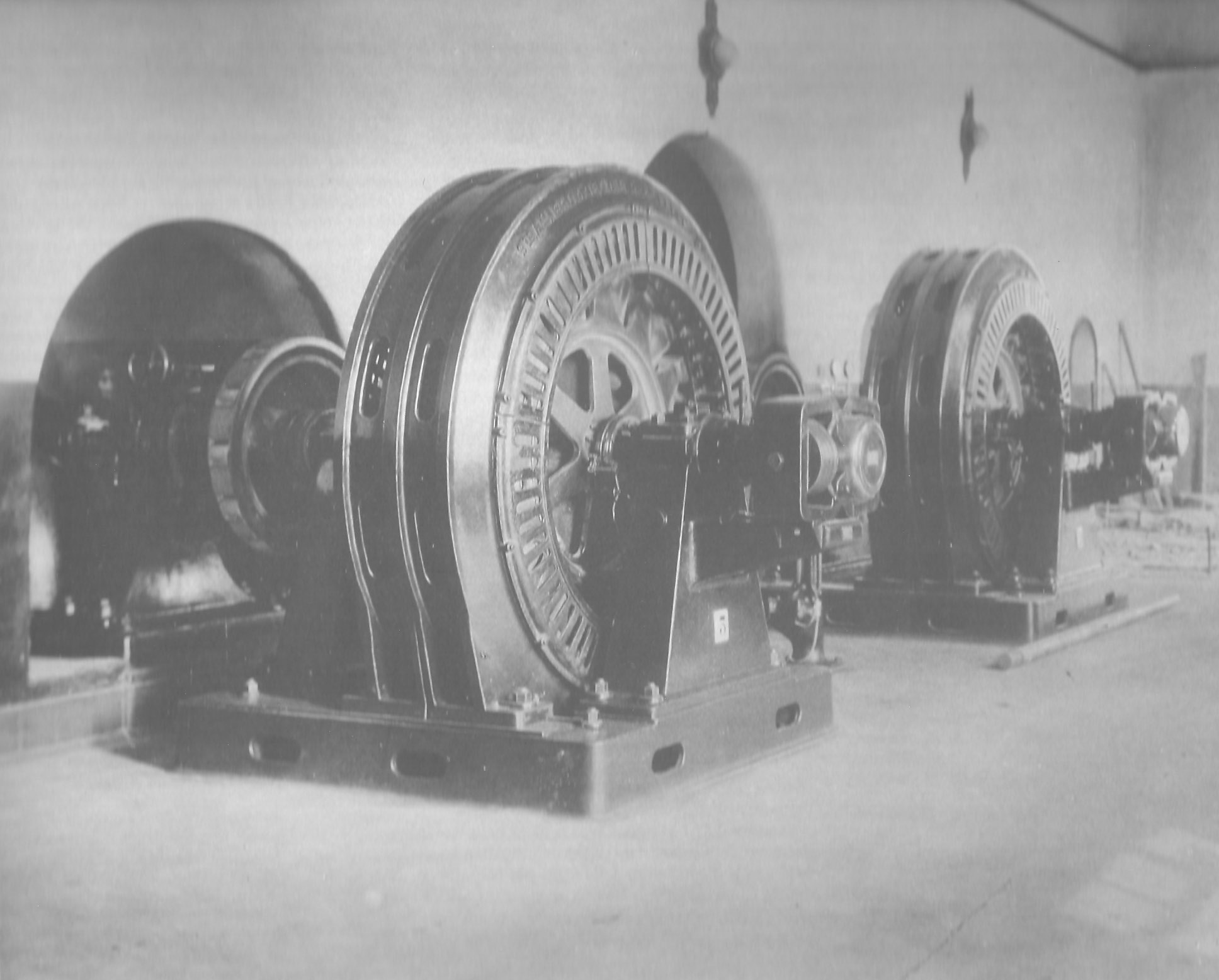
Turbina nella centrale idroelettrica di Basso Acquar

Se durante la fine del XIX secolo si misero le basi per una industrializzazione della città, grazie soprattutto all'impegno del sindaco Camuzzoni e del suo progetto di canale, fu nei primi anni del XX secolo che questa si realizzò concretamente.
La disponibilità di forza motrice e le agevolazioni promosse dalla giunta comunale attirarono l'attenzione di numerosi imprenditori anche da fuori città, con i loro capitali.
Uno dei fattori scatenanti del processo di industrializzazione della zona di Basso Acquar fu certamente dovuto anche alla disponibilità dell'utilizzo dell'energia elettrica. Nel 1923 fu terminata la costruzione della diga del Chievo che permise di aumentare la portata di acqua verso il canale, il quale andò ad alimentare la centrale idroelettrica di Tombetta, edificata nello stesso anno (nel 1946 fu affiancata da una seconda).

## Alcuni esempi industriali
Di seguito alcuni esempi di industrie che ebbero un ruolo significativo nell'economia veronese tra il XIX e l'XX secolo.

### Galtarossa
Le industrie Galtarossa vennero fondate nel 1897 (anche se l'atto di costituzione ufficiale risale al 1902) allo scopo di produrre materiale per l'illuminazione ad acetilene. Tra il 1909 e il 1912 l'azienda si spostò verso l'attuale lungadige Galtarossa dove iniziò l'attività di fonderia e durante la prima guerra mondiale, vide fiorire le sue attività convertendosi alla produzione di proiettili e materiali da campo, diventando così un'importante industria metallurgica. In seguito venne acquistata dal Gruppo Riva, importante azienda italiana nel settore siderurgico, che nel 2015 la cedette al Gruppo Pittini.

### Fedrigoni
Nel 1888 Giuseppe Antonio Fedrigoni fonda nella zona di Basso Acquar le Cartiere Fedrigoni. Fu una delle prime aziende ad usufruire della forza motrice generata dal canale Camuzzoni, da cui ottenne una concessione per 127 CV, dando subito impiego ad una settantina di operai, tra uomini e donne.

### Tiberghien

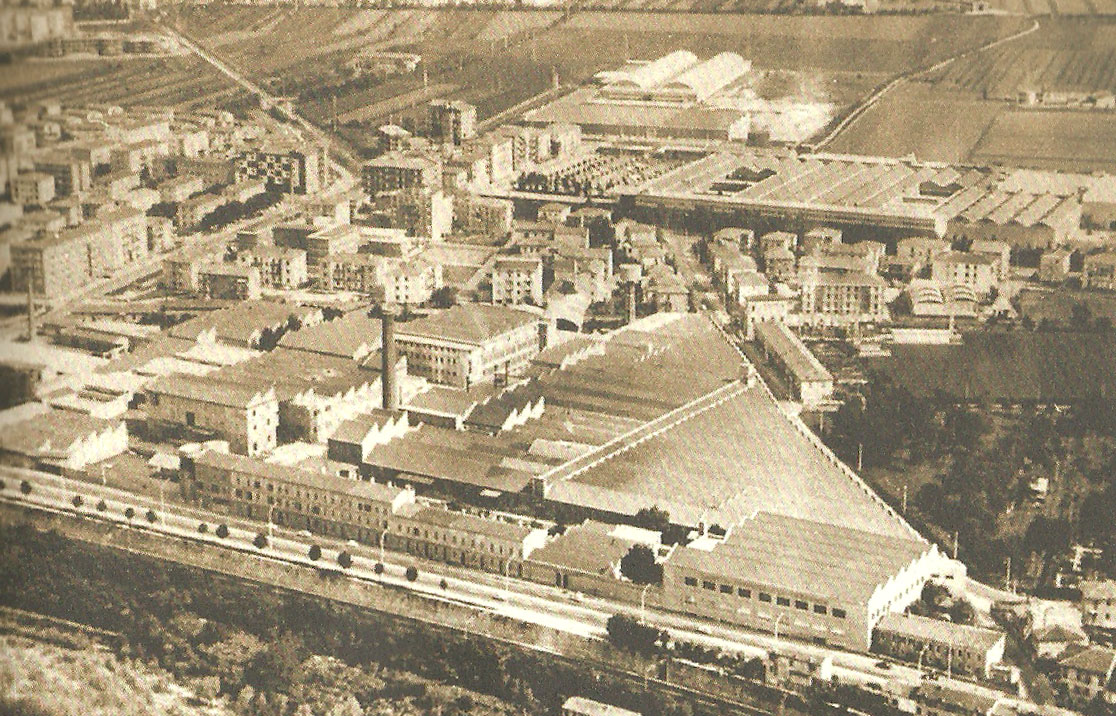
L'industria Tiberghien in una foto d'epoca

Nel 1907, nei pressi di San Michele Extra, venne fondato un lanificio dai fratelli Tiberghien, non distante dal canale Milani che fornì all'industria l'energia necessaria. Il giornale L'Arena ricorda, in un'edizione dell'epoca, che l'iniziativa partì da una società costituita da «grandi capitalisti francesi e quali hanno una simile grandiosa industria in Francia».
Fu per molti anni la più grande industria presente nel veronese e infatti nel 1912 si avvaleva della manodopera di 900 operai, cresciuti fino all'apice di 1400 nel 1927, per la maggior parte donne. Nel dopoguerra ci furono centinaia di licenziamenti, seguiti nel 1956-57 da una nuova crescita dovuta al boom economico.
Nel 1974 a seguito di investimenti errati e di una perdita di qualità dei lavorati, seguita alla scelta di contenere i costi, il lanificio iniziò un lento declino. Dopo numerosi tentativi di salvataggio, ristrutturazioni e battaglie sindacali, nel 2004 l'azienda chiuse definitivamente dopo quasi un secolo di storia.